# Умерштат
Умерштат (њем. Ummerstadt) град је у њемачкој савезној држави Тирингија. Једно је од 43 општинска средишта округа Хилдбургхаузен. Према процјени из 2010. у граду је живјело 507 становника. Посједује регионалну шифру (AGS) 16069052.

## Географски и демографски подаци
Умерштат се налази у савезној држави Тирингија у округу Хилдбургхаузен. Град се налази на надморској висини од 281 метра. Површина општине износи 15,7 km². У самом граду је, према процјени из 2010. године, живјело 507 становника. Просјечна густина становништва износи 32 становника/km².